# 博達克瓦河
博達克瓦河（烏克蘭語：Бодаква），是烏克蘭的河流，位於該國中部，屬於蘇拉河的支流，發源自下布達基夫卡以東，流經波爾塔瓦州，河道全長32.1公里，流域面積237平方公里。